# アップルタイザー
アップルタイザー（Appletiser）は、南アフリカのアップルタイザー社（Appletiser SA Pty., Ltd.）が製造しているリンゴ果汁100%の炭酸飲料である。
砂糖、甘味料、保存料を使用していないのが特長。姉妹品にグレープタイザー(ぶどう)があるが、アップルタイザー同様、果汁100%の炭酸飲料である。日本には1969年から輸入されており、現在はリードオフジャパン株式会社が輸入・販売を行っている。

## 名前の由来
アップルタイザーの名前の由来は”Apple（りんご）” と、“Appetizer（食前酒、食欲を増進させるもの）”という二つの単語を合わせた造語である。稀にりんご果汁100%の炭酸飲料の総称として呼ばれることがあるが、これは誤りでアップルタイザーはSABミラー社の登録商標である。

## 歴史
- 1965年　Edmond Lombardi によって開発
- 1966年　アップルタイザーの名称で南アフリカ内にて発売
- 1968年　海外市場へ進出。アフリカ各国及び英国、香港にて販売開始
- 1969年　日本への輸出を開始
- 1981年　姉妹商品となるレッドグレープタイザー、ホワイトグレープタイザーを発売
- 1997年　MacMillan調査（英国を代表する出版社の1つ）による世界トップ300ブランドの一つへと殿堂入りを果たす
- 2004年　現在の形のボトルにリニューアル
- 2005年　アップルタイザー誕生40周年を記念し、新たに姉妹商品となるペアタイザー（洋ナシ）を発売。
- 2011年　ペットボトル製品を南アフリカにて発売

## ラインナップ
- アップルタイザー275ml/750ml（瓶）
- グレープタイザーレッド275ml/750ml（瓶）